# エトドラク
エトドラク（etodolac）とは、酢酸系に分類される非ステロイド性抗炎症薬（NSAIDs）の1種である。商品名はハイペン。

## 生理活性

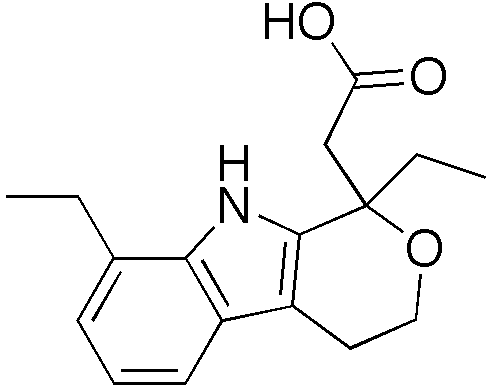
エトドラクの極限構造式。

エトドラクは分子式C17H21NO3であり、モル質量は287.35354 (g/mol)である

。
分子内にキラル中心を1つ持っているため、1対の鏡像異性体を有する。これらのうちS体はシクロオキシゲナーゼを阻害するため、アラキドン酸からのプロスタグランディン類の合成を阻害する。この結果として、ヒトにおいて抗炎症作用、鎮痛作用、解熱作用、抗血小板凝集作用を示す。なお、シクロオキシゲナーゼ（COX）には少なくとも2つのタイプが知られている。エトドラクのS体は、COXのうち、COX-1よりもCOX-2に対して親和性が高く、COX-2をより強く阻害する

。
これに対してR体はシクロオキシゲナーゼを阻害しないものの、こちらは肝細胞癌においてカテニンの1種であるベータカテニンの細胞中での濃度を低下させる作用が観察された

。

## 医薬品としての利用
エトドラクは2015年現在ラセミ体のままで医薬品（NSAIDs）としてヒトに対して使用されている。その投与方法としては、経口投与が利用されている。ただし、NSAIDsが原因での喘息、いわゆるアスピリン喘息の既往のある者には、同じく喘息発作を発生させる恐れがあるために使用してはならない。また、シクロオキシゲナーゼを阻害してプロスタグランディン類の合成を妨げた結果、腎血流量を低下させるので、重度の腎障害がある者に対しても使用してはならない。その他、同じ理由でNSAID潰瘍も発生し得ることから明らかなように、消化性潰瘍がある場合は、悪化する恐れがあるために、使用する際は注意を要する。なお、妊婦に対しても用いないことが望ましい。

### 効能・効果
- 下記疾患並びに症状の消炎・鎮痛

　　　関節リウマチ、変形性関節症、腰痛症、肩関節周囲炎、頸腕症候群、腱鞘炎
- 手術後並びに外傷後の消炎・鎮痛

## 薬物動態
エトドラクは基本的に経口投与される薬剤なので、以下では経口投与された場合のヒトでの薬物動態について解説する。

### 吸収・分布
エトドラクを経口投与すると、まず消化管から吸収される。バイオアベイラビリティーは少なくとも80 ％を上回っていると見られている

。
血中に入ったエトドラクは、その99 ％以上が血漿中のタンパク質に結合するという

、血漿タンパク結合率の高い薬剤の1つとして知られている。なお、血漿中でエトドラクが主に結合するタンパク質は、血漿に溶存している中では最も多いタンパク質であるアルブミンである

。

### 代謝・排泄
エトドラクは肝代謝型の薬物として知られているものの、肝臓で代謝されて生成した代謝物は、主に腎臓から尿中へと排泄される

。
なお、エトドラクの半減期は7.3±4.0 時間ほどである

。